# Kidnapped – 13 Tage Hoffnung
Kidnapped – 13 Tage Hoffnung ist der Titel einer 13-teiligen US-amerikanischen Fernsehserie. Jede Episode schildert einen Tag im Verlauf einer Entführung.

## Handlung
Das Ehepaar Cain zählt zu einem der wohlhabendsten der Stadt New York. Da sie vor einigen Jahren Morddrohungen erhalten haben, wird ihr 15-jähriger Sohn Leopold von einem Leibwächter, Virgil Hayes, bewacht. Hayes und ein Kollege begleiten Leo und seinen Freund Alfred gerade mit dem Auto zur Schule, als das Fahrzeug bei einer Baustelle halten muss. Ein Polizist nähert sich dem Fahrzeug und nimmt plötzlich die Leibwächter unter Beschuss. Leo wird entführt, Virgil überlebt schwerverletzt.
Die Entführer schicken den Eltern eine Warnung, nicht die Polizei einzuschalten. Die Cains engagieren den ehemaligen FBI-Agenten Lucian Knapp und dessen Partnerin Turner, die auf Entführungen spezialisiert sind. Kurze Zeit später schaltet sich das FBI in den Fall ein. FBI-Agent Latimer King soll den Täter finden, der den Leibwächter Virgil angeschossen hat.
Während zwei ungleiche Teams versuchen, Leo zu befreien, versuchen die Entführer, angeführt von einem Mr. Schroeder, jeden, der von ihnen weiß, selbst anfängliche Komplizen, rücksichtslos auszuschalten.

## Hintergrundinformationen
Wer die Serie sieht, kann sich nur schwer des Eindrucks erwehren, dass bei Setdesign, Drehorten und Inszenierung viele Anleihen bei Ron Howards Entführungsdrama Kopfgeld – Einer wird bezahlen aus dem Jahr 1996 mit Mel Gibson in der Hauptrolle genommen wurden. Dennoch wurden auch neue Aspekte in die Fernsehserie übernommen, wie etwa die zeitweise Verbringung von Leo während dessen Entführung nach Mexiko.
Ursprünglich war geplant, weitere Staffeln zu drehen, und in jeder neuen Staffel einen neuen Charakter zu entführen, doch wegen der sinkenden Zuschauerzahlen wurden in den USA zunächst nur fünf Episoden im Fernsehen ausgestrahlt. Die restlichen acht Folgen wurden zuerst online ins Internet gestellt. Die Serie wurde daraufhin am 14. Mai 2007 offiziell für beendet erklärt; die letzte Episode am 11. August 2007 ausgestrahlt. 2008 wurde in den USA die Serie dann komplett auf dem Fernsehsender Universal HD ausgestrahlt.
In Österreich war die Serie ab dem 30. Juli 2008 im ORF zu sehen, gefolgt von Deutschland, wo die Ausstrahlung am 31. Juli 2008 in Sat.1 begann. Die letzte Episode lief am 16. Oktober 2008.
Seit 2018 kann man die Serie kostenfrei beim Streaminganbieter Watchbox (ehemals Clipfish) sehen.

## DVD-Veröffentlichung
Die Serie ist seit dem 16. Oktober 2008 auch auf DVD im Handel erhältlich.